# The Newlydeads
The Newlydeads sono un gruppo industrial rock formato dall'ex cantante dei Faster Pussycat Taime Downe nel 1996 a Los Angeles.

## Componenti
- Taime Downe - voce
- Xristian Simon - chitarra
- Danny Nordahl - basso
- Todd Miller - voce
- Chad Stewart - batteria
- Megan Mattox - basso
- Dish - Batteria
- Tim Sköld - chitarra
- Kyle Kyle - basso
- Keri Kelli - chitarra
- Stacy - chitarra
- Pepper - batteria

## Discografia
- 1997 - The Newlydeads
- 1998 - Re-Bound
- 2001 - Dead End
- 2006 - Dreams From A Dirt Nap